# MAN ND202
MAN ND202 — городской двухэтажный низкопольный автобус, выпускаемый компанией MAN в период с 1994 по 2000 год.

## История
После прекращения производства автобуса MAN SD202 в 1992 году компании MAN и ABB Henschel представили двухэтажный автобус MAN ND202, который начал производиться серийно в 1994 году с другими нововведениями, которых не было у предшественника. После испытаний на нескольких линиях и отзывов пассажиров об автобусе в 1995 году серийно было выпущено 86 автобусов. Наиболее заметными изменениями в наружном использовании прототипа были отсутствие последнего окна на нижнем этаже слева и обновлённая вентиляция.
Недостатком была большая высота, что привело к ограничениям в эксплуатации, и громкий звук двигателя, с точки зрения пассажиров. На автобус MAN ND202 ставили дизельный двигатель мощностью 213 л. с., и автоматическую коробку передач Voith от автобуса MAN NL202, но трёхступенчатую, как у предшественников MAN SD200 и MAN SD202.
Позднее надпись МAN между передними фарами была вытеснена жёлтой ливреей с Бранденбургскими воротами. В 2000 году производство MAN ND202 было заморожено, в 2004 году его вытеснил с конвейера автобус MAN Lion's City DD.